# Indij
Indij je kemijski element atomskog (rednog) broja 49 i atomske mase 114,818(3). U periodnom sustavu elemenata predstavlja ga simbol In.
Ime je dobio po boji indigo.